# Prawda o moim synu
Prawda o moim synu (tytuł angielski: Any Mother's Son) – amerykański film telewizyjny w reżyserii Davida Burtona Morrisa. Dramat miał swoją premierę 11 sierpnia 1997 roku. Produkcja była kręcona w Buffalo, w Stanach Zjednoczonych oraz w Toronto, w Kanadzie.
Film oparty jest na autentycznych wydarzeniach: w 1992 roku oficer marynarki wojennej, Allen Schindler został brutalnie zamordowany przez kolegów z załogi, ponieważ był gejem.

## Fabuła
Statek marynarki wojennej Stanów Zjednoczonych przybija do jednego z portów Japonii. Wśród załogi jest 22-letni oficer Allen Schindler (Paul Popowich). Dwudziestodwulatek zostaje zamordowany w niewyjaśnionych okolicznościach. Jego matka, Dorothy Hajdys (Bonnie Bedelia), nie może uwierzyć, że jej syn nie żyje. Jest w kiepskim stanie psychicznym. Chcąc dowiedzieć się, kto i dlaczego zabił Allena, rozpoczyna własne śledztwo. Dorothy po dwóch miesiącach szukania dowodów, poznaje szokującą prawdę: jej syna zamordowali dwaj koledzy, marynarze z załogi, bo był gejem. Dorothy walcząc z własną homofobią i próbami zatuszowania prawdziwych motywów zbrodni przez US Navy, stara się znaleźć sprawiedliwość dla zmarłego syna.

## Obsada
- Bonnie Bedelia jako Dorothy Hajdys

W pozostałych rolach:
- Paul Popowich jako Allen Schindler
- Hedy Burress jako Kathy
- Fiona Reid jako Doris
- Allan Royal jako Ben
- Shawn Ashmore jako Billy
- Mimi Kuzyk jako Peggy Evans
- Peter Keleghan jako Kapitan John Curtis
- Barry Flatman jako Dowódca Stevens
- Paul Haddad jako John Miller
- Phillip Jarrett jako Rick Rodgers
- Sada Thompson jako Gertie
- Scott Gibson jako Terry Helvey
- Cameron Mathison jako Rich Eastman
- Michael Gabriel jako Charles Vins
- Jane Moffat jako Matka Terry’ego Helveya
- Judah Katz jako Lt. Steine

## Nagrody i nominacje
Film zdobył nagrodę GLAAD Media Award, był również nominowany do jednej innej nagrody.
| Kategoria                                         | Festiwal                | Rezultat  |
| ------------------------------------------------- | ----------------------- | --------- |
| Outstanding Made for TV Movie                     | GLAAD Media Awards 1998 | Wygrana   |
| Actress in a Movie or Miniseries – Bonnie Bedelia | CableACE Awards 1997    | Nominacja |